# Гутянське
Гутя́нське (до 1946 року — Гута-Генрихівка) — село в Україні, у Чоповицькій селищній територіальній громаді Коростенського району Житомирської області. Населення становить 143 особи (2001).

## Населення

### Мова
Розподіл населення за рідною мовою за даними перепису 2001 року:
| Мова       | Кількість | Відсоток |
| ---------- | --------- | -------- |
| українська | 142       | 99.3%    |
| російська  | 1         | 0.7%     |
| Усього     | 143       | 100%     |

## Історія
До 26 серпня 2016 року входило до складу Йосипівської сільської ради Малинського району Житомирської області.